# Tổng tham mưu trưởng quốc phòng
Tổng tham mưu trưởng Quốc phòng ( CDS ) là sĩ quan cao cấp nhất của Lực lượng vũ trang Anh và là cố vấn chuyên môn quân sự chính cho Bộ trưởng Bộ Quốc phòng và Thủ tướng Vương quốc Anh . Tổng tham mưu trưởng quốc phòng có văn phòng làm việc tại trụ sở Bộ Quốc phòng và làm việc cùng với Thứ trưởng Thường trực Bộ Quốc phòng, viên chức dân sự cấp cao của bộ. 
Theo Hiến pháp, Quốc vương Anh là Tổng tư lệnh của Lực lượng vũ trang. Tuy nhiên, trên thực tế, Lực lượng vũ trang được Chính phủ Anh điều hành và chỉ đạo thông qua Hội đồng Quốc phòng của Bộ Quốc phòng. Trong Hội đồng này, Tổng tham mưu trưởng quốc phòng là thành viên.
Tổng tham mưu trưởng Quốc phòng được bổ nhiệm theo đề nghị của Bộ trưởng Bộ Quốc phòng gửi đến Thủ tướng, trước khi được quốc vương chấp thuận.
Tổng tham mưu trưởng Quốc phòng hiện tại là Đô đốc Sir Tony Radakin , người kế nhiệm Đại tướng Sir Nick Carter vào tháng 11 năm 2021.

## Trách nhiệm
Trách nhiệm của Tổng tham mưu trưởng Quốc phòng bao gồm:
- Điều hành các hoạt động hiện tại của Lực lượng vũ trang với tư cách là chỉ huy chiến lược
- Hoạch định chiến lược Quốc phòng, bao gồm cả sự phát triển của Lực lượng vũ trangtrong tương lai.
- Điều phối các mối quan hệ với Lực lượng vũ trang các quốc gia khác
- Chịu trách nhiệm phòng thủ hàng đầu.